# Dragon Quest: Emblem of Roto - Les Héritiers de l'Emblème
Dragon Quest: Emblem of Roto - Les Héritiers de l'Emblème (ドラゴンクエスト列伝 ロトの紋章～紋章を継ぐ者達へ～ ロトの紋章 紋章を継ぐ者達へ, Doragon Kuesuto Retsuden: Roto no Monshō - Monshou wo Tsugu Monotachi e) est un manga écrit par Chiaki Kawamata et dessiné par Kamui Fujiwara. Il est prépublié dans le magazine Young Gangan entre 2004 et 2020 et comporte un total de 34 tomes. La version française est publiée par Mana Books depuis août 2018.
Il s'agit de la suite du manga Dragon Quest: Emblem of Roto.

## Synopsis
Il y a 25 ans, les héros légendaires ont vaincu le roi des démons. Mais la paix fut de courte durée... Deux décennies plus tard, le jour de la grande fête du royaume, une nouvelle tragédie bouleverse le monde : la magie s’éteint d’un coup. Au même moment, tous les habitants du château royal disparaissent sans laisser de traces... Tous, sauf un : le prince Aros.
Amnésique, inconscient de son statut, le jeune garçon est recueilli par une bande de brigands qui profitent de son talent de guerrier pour attaquer les villages alentour. Sans le roi et sa cour, le pays est livré au chaos. Aros devient hors-la-loi, et, s’il sent bien qu’il n’est pas fait pour cette vie, sait qu’il doit survivre avant tout.
Son destin bascule quand son groupe s’attaque à deux voyageurs experts en combat. L’un d’eux semble le reconnaître ! Pourrait-il l’aider à retrouver le chemin qui devait être le sien, et à percer le mystère de la tragédie qui a bouleversé sa vie ?

## Liste des volumes
| no | Japonais         | Japonais          | Français        | Français          |
| no | Date de sortie   | ISBN              | Date de sortie  | ISBN              |
| --- | ---------------- | ----------------- | --------------- | ----------------- |
| 1 | 25 juillet 2005  | 4-7575-1477-8     | 30 août 2018    | 979-10-355-0059-7 |
| Liste des chapitres : - Chapitre 1 : Sang - Chapitre 2 : Retour dans le passé - Chapitre 3 : Les visiteurs - Chapitre 4 : Le retardataire - Chapitre 5 : Ce qui bride sa volonté - Chapitre 6 : Doutes - Chapitre 7 : L'évasion - Chapitre 8 : Dans un coin de son esprit - Chapitre 9 : La relique |                  |                   |                 |                   |
| 2 | 25 février 2006  | 4-7575-1627-4     | 30 août 2018    | 979-10-355-0060-3 |
| Liste des chapitres : - Chapitre 10 : Fragments - Chapitre 11 : Cache-cache - Chapitre 12 : Une détermination de fer - Chapitre 13 : L'invocation - Chapitre 14 : Le face-à-face - Chapitre 15 : Combats en série - Chapitre 16 : Le lien - Chapitre 17 : Une nouvelle destination - Chapitre 18 : Une lueur d'espoir - Chapitre 19 : Mauvaise conscience - Chapitre 20 : Le raid |                  |                   |                 |                   |
| 3 | 25 juillet 2006  | 4-7575-1725-4     | 25 octobre 2018 | 979-10-355-0061-0 |
| Liste des chapitres : - Chapitre 21 : Une erreur réparée - Chapitre 22 : Souvenirs d'un défunt - Chapitre 23 : En avant - Chapitre 24 : Distorsion - Chapitre 25 : Le nouveau territoire - Chapitre 26 : Le témoin - Chapitre 27 : Le point commun - Chapitre 28 : Fuite dans la pénombre - Chapitre 29 : Affrontement sous la pluie - Chapitre 30 : Retournement de situation - Chapitre 31 : L'ennemie invisible                                                                                     |                  |                   |                 |                   |
| 4 | 24 février 2007  | 978-4-7575-1955-8 | 6 décembre 2018 | 979-10-355-0062-7 |
| Liste des chapitres : - Chapitre 32 : La joie des retrouvailles, la peine d'une séparation - Chapitre 33 : Le lendemain du combat - Chapitre 34 : Luida, témoin du passé - Chapitre 35 : Le blason de la flamme - Chapitre 36 : La mission secrète - Chapitre 37 : La chasse au trésor - Chapitre 38 : Dans le cratère - Chapitre 39 : Le calme avant la tempête - Chapitre 40 : Le monstre vert |                  |                   |                 |                   |
| 5 | 25 juillet 2007  | 978-4-7575-2050-9 | 7 février 2019  | 979-10-355-0089-4 |
| Liste des chapitres : - Chapitre 41 : Un bras puissant, une chance inouïe - Chapitre 42 : Réminiscence - Chapitre 43 : Prière pour une régénération - Chapitre 44 : L'œuf manque à l'appel - Chapitre 45 : Une personne dévouée - Chapitre 46 : Résister contre l'assaillant - Chapitre 47 : Poursuite, désertion et intrusion - Chapitre 48 : Au pied du mur - Chapitre 49 : L'épée prise dans la glace - Chapitre 50 : Un pouvoir libéré                                                             |                  |                   |                 |                   |
| 6 | 22 février 2008  | 978-4-7575-2223-7 | 18 avril 2019   | 979-10-355-0102-0 |
| Liste des chapitres : - Chapitre 51 : Après les flammes - Chapitre 52 : Les tourments d'un frère, la douleur d'une sœur - Chapitre 53 : La dispute - Chapitre 54 : Le pirate débarque - Chapitre 55 : Les trois étoiles sacrées se rassemblent au sud - Chapitre 56 : Le réveil de Mère - Chapitre 57 : Escale à Tedanki - Chapitre 58 : Monstres en fuite - Chapitre 59 : Le fossé se creuse - Chapitre 60 : Les plaisirs de la vie de famille - Chapitre 61 : Une présence dans la nuit              |                  |                   |                 |                   |
| 7 | 25 août 2008     | 978-4-7575-2361-6 | 6 juin 2019     | 979-10-355-0112-9 |
| Liste des chapitres : - Chapitre 62 : À la recherche du trésor sacré - Chapitre 63 : Réticences entre camarades - Chapitre 64 : Le sursaut - Chapitre 65 : Les motivations de l'ennemi - Chapitre 66 : Tentative de fuite - Chapitre 67 : Fauché en plein vol - Chapitre 68 : L'arme secrète - Chapitre 69 : Les camarades font bloc autour de l'épée - Chapitre 70 : Souvenirs oubliés - Chapitre 71 : Mort d'un petit garçon - Chapitre 72 : Après la tragédie - Chapitre 73 : Le sortilège est levé |                  |                   |                 |                   |
| 8 | 25 février 2009  | 978-4-7575-2499-6 | 29 août 2019    | 979-10-355-0125-9 |
| Liste des chapitres : - Chapitre 74 : L'éveil du héros - Chapitre 75 : La fin d'une longue nuit - Chapitre 76 : Jour d'adieux - Chapitre 77 : En route pour le désert - Chapitre 78 : Le fils de la guerrière sacrée - Chapitre 79 : Deux vaisseaux dans le désert - Chapitre 80 : Le ver géant - Chapitre 81 : La petite rêveuse - Chapitre 82 : Des visiteurs en quête d'un navire - Chapitre 83 : Révélations sur les trésors sacrés - Chapitre 84 : Un lapin en peluche très convoité              |                  |                   |                 |                   |
| 9 | 24 octobre 2009  | 978-4-7575-2705-8 | 3 octobre 2019  | 979-10-355-0139-6 |
| Liste des chapitres : - Chapitre 85 : Un magnifique théâtre - Chapitre 86 : Un rêve de courte durée - Chapitre 87 : Dîner au palais royal - Chapitre 88 : Suggestion et contestation - Chapitre 89 : Un meurtrier dans nos rangs ? - Chapitre 90 : Première rencontre (1) - Chapitre 91 : Première rencontre (2) - Chapitre 92 : Pour quelqu'un d'important - Chapitre 93 : Rencontre avec les rivaux - Chapitre 94 : Les intrus - Chapitre 95 : Un point faible révélé                                |                  |                   |                 |                   |
| 10 | 25 juin 2010     | 978-4-7575-2913-7 | 5 décembre 2019 | 979-1-0355-0147-1 |
| 11 | 25 novembre 2010 | 978-4-7575-3075-1 | 6 février 2020  | 979-1-0355-0157-0 |
| 12 | 25 juin 2011     | 978-4-7575-3270-0 | 28 août 2020    | 979-1-0355-0171-6 |
| 13 | 24 décembre 2011 | 978-4-7575-3456-8 | 15 octobre 2020 | 979-1-0355-0177-8 |
| 14 | 25 juin 2012     | 978-4-7575-3634-0 | 3 décembre 2021 | 979-1-0355-0182-2 |
| 15 | 25 décembre 2012 | 978-4-7575-3835-1 | 1er avril 2021  | 979-1-0355-0196-9 |
| 16 | 25 mai 2013      | 978-4-7575-3908-2 | 3 juin 2021     | 979-1-0355-0247-8 |
| 17 | 25 décembre 2013 | 978-4-7575-4181-8 | 26 août 2021    | 979-1-0355-0253-9 |
| 18 | 25 avril 2014    | 978-4-7575-4288-4 | 7 octobre 2021  | 979-1-0355-0261-4 |
| 19 | 25 août 2014     | 978-4-7575-4399-7 | 2 décembre 2021 | 979-1-0355-0269-0 |
| 20 | 25 décembre 2014 | 978-4-7575-4512-0 | 3 février 2022  | 979-1-0355-0274-4 |
| 21 | 25 avril 2015    | 978-4-7575-4623-3 | 12 mai 2022     | 979-1-0355-0307-9 |
| 22 | 25 août 2015     | 978-4-7575-4722-3 | 2 juin 2022     | 979-1-0355-0316-1 |
| 23 | 25 décembre 2015 | 978-4-7575-4841-1 | 25 août 2022    | 979-1-0355-0322-2 |
| 24 | 25 avril 2016    | 978-4-7575-4963-0 | 6 octobre 2022  | 979-1-0355-0327-7 |
| 25 | 25 août 2016     | 978-4-7575-5084-1 |                 |                   |
| 26 | 24 décembre 2016 | 978-4-7575-5191-6 |                 |                   |
| 27 | 25 avril 2017    | 978-4-7575-5331-6 |                 |                   |
| 28 | 25 août 2017     | 978-4-7575-5454-2 |                 |                   |
| 29 | 25 décembre 2017 | 978-4-7575-5560-0 |                 |                   |
| 30 | 25 avril 2018    | 978-4-7575-5699-7 |                 |                   |
| 31 | 25 octobre 2018  | 978-4-7575-5888-5 |                 |                   |
| 32 | 25 mars 2019     | 978-4-7575-6069-7 |                 |                   |
| 33 | 24 août 2019     | 978-4-7575-6252-3 |                 |                   |
| 34 | 25 mars 2020     | 978-4-7575-6443-5 |                 |                   |

### Square Enix
1. 1 2  Tome 1
2. 1 2  Tome 2
3. 1 2  Tome 3
4. 1 2  Tome 4
5. 1 2  Tome 5
6. 1 2  Tome 6
7. 1 2  Tome 7
8. 1 2  Tome 8
9. 1 2  Tome 9
10. 1 2  Tome 10
11. 1 2  Tome 11
12. 1 2  Tome 12
13. 1 2  Tome 13
14. 1 2  Tome 14
15. 1 2  Tome 15
16. 1 2  Tome 16
17. 1 2  Tome 17
18. 1 2  Tome 18
19. 1 2  Tome 19
20. 1 2  Tome 20
21. 1 2  Tome 21
22. 1 2  Tome 22
23. 1 2  Tome 23
24. 1 2  Tome 24
25. 1 2  Tome 25
26. 1 2  Tome 26
27. 1 2  Tome 27
28. 1 2  Tome 28
29. 1 2  Tome 29
30. 1 2  Tome 30
31. 1 2  Tome 31
32. 1 2  Tome 32
33. 1 2  Tome 33
34. 1 2  Tome 34

### Mana Books
1. 1 2  Tome 1
2. 1 2  Tome 2
3. 1 2  Tome 3
4. 1 2  Tome 4
5. 1 2  Tome 5
6. 1 2  Tome 6
7. 1 2  Tome 7
8. 1 2  Tome 8
9. 1 2  Tome 9
10. 1 2  Tome 10
11. 1 2  Tome 11
12. 1 2  Tome 12
13. 1 2  Tome 13
14. 1 2  Tome 14
15. 1 2  Tome 15
16. 1 2  Tome 16
17. 1 2  Tome 17
18. 1 2  Tome 18
19. 1 2  Tome 19
20. 1 2  Tome 20
21. 1 2  Tome 21
22. 1 2  Tome 22
23. 1 2  Tome 23
24. 1 2  Tome 24